# 固相合成
固相合成是指一类在固体表面上进行的化学合成，本意指有机固相合成，广义的固相合成也包括无机固相合成。无机固相合成一般用来合成有特定晶型的无机晶体。有机固相合成中，采用固相有机高分子作为载体，整个反应均在这个高分子上进行。这类反应通过多步完成，中间形成的产物一直连接在高分子载体之上。反应中的小分子试剂与低分子副产物均能用过滤除去，十分方便。
多肽固相合成是由美国化学家罗伯特·布鲁斯·梅里菲尔德于1963年报道，梅里菲尔德也因此于1984年获得诺贝尔化学奖。当时他仅用8天就合成了过去用液相合成法要花一年才能合成的舒缓激肽。这种方法不但广泛运用于多肽合成，还能用在寡糖、寡核苷酸的合成上，极大的促进了合成化学的发展。

## 发展史
古希腊的亚里士多德认为，化学反应必须在溶液中进行，而近代化学史上，液相反应也占据绝对主导地位。1950年代，离子交换树脂得到广泛应用，1963年，梅里菲尔德在其论文中报道了以固相树脂为载体合成四肽化合物Leu-Ala-Gly-Val，标志着多肽固相合成的开端。此一成就在几年之内就引发了多肽、激素合成的风潮，生物化学得到了突飞猛进的发展。1970年代，固相过渡金属催化剂被应用到化学合成中。1990年代，非寡聚型有机小分子的固相合成、固相有机试剂及固相清除剂的应用、天然产物的固相合成、新型固相载体及Linker多样性都得到了发展，多通道固相自动合成仪被应用到合成化学中。

## 原理
与固态反应不同，固相有机合成仍然需要溶剂作为介质。反应是在固液两相交替出进行，底物处于适当的溶剂中，过量构件、试剂及副产物被过滤后即可得到键连在固相载体上的产物，最后切断连接键，就能得到所需产物。可溶性杂质只需要反复过滤、淋洗就能出去，而无需传统的重结晶、蒸馏、层析等工序，是固相合成的显著优点。由于过滤可以将可溶杂质完全分离，反应时可过量使用构建和试剂，反应的转化率得以极大提高。
传统液相合成中，往往要充分以溶剂稀释反应底物来阻止分子间成键，保证形成分子内大于七元环的产物。而固相合成会发生假稀释效应，由于底物分子连接在载体的各个位点，这些分子不能像在液相中那样自由运动，没有相互接近碰撞的可能，因而分子间就无法形成键合。假稀释效应使得大环产物的生成率得以大大提高。这种效应的另一效用是保证含多元官能基的分子只发生单一官能基反应。

## 载体材料
固相载体一般需要具有以下特性：

一、化学稳定性。除了最初载体的功能化，不参与随后的反应。

二、不溶于各种溶剂。

三、良好的溶胀性。

四、机械强度良好，能够抗研磨和挤压。
1963年梅里菲尔德的固相肽合成以聚苯乙烯共聚1％～2％苯二乙烯的树脂球为固相载体的，这种载体现在仍有广泛运用。1970年代曾使用聚丙烯酰胺为基质，然而因其较差的化学稳定性而不再流行。后来发展了一种聚苯乙烯与聚乙二醇嫁接而成的PS-PEG树脂，它有良好的脂溶性、水溶性及化学稳定性等多种优点，只是不太经济。其他载体材料还有滤纸、棉花、玻璃、塑料棒等。

## 操作方法
固相合成的操作与载体有关。一般的反应器具是带可抽滤多孔砂板的试管或烧瓶，上口是带螺丝扣的密封盖，以防止溶液溢出。传统的搅拌方式容易使固相载体破碎，因此固相反应中往往需要摇摆、转动或震荡、抽滤洗涤交叉进行。试剂的使用往往需要过量，以保证转化的完整。一般使用3倍物质的量的可溶性反应组分与底物反应，成键反应活性低的话有时可使用10倍甚至几十倍的物质的量加入反应。